# Sennin
Die Wüstung Sennin, auch Senin, war ein mittelalterliches Dorf auf der Insel Usedom. 

## Geografie
Der Ort lag westlich des heute verlandeten Zerninsees, dessen Name von dem Ort oder umgekehrt abgeleitet ist. Der See lag im Swinemoor südwestlich von Swinemünde und nördlich des Golm. Einerseits die tiefen Moore und der inzwischen verlandete See und die geologischen Formationen des Golm mit den Kreideablagerungen in den nördlichen Ausläufern.

## Geschichte
Der Archäologe Adalbert Holtz entdeckte 1921 in der Gegend nordwestlich des Zerninsees 13 Grabhügel aus slawischer Zeit. Einige wurden angegraben und es traten neben dem Leichenbrand slawische Keramikscherben auf. In den 1970er Jahren wurden weitere Hügel angegraben, da slawische Hügelgräber sehr selten sind und sonst nur auf Rügen bei Ralswiek vorkommen. Oberflächliche Funde vervollständigten die Ergebnisse. Nördlich und südlich dieser Gräbergruppe wurden bei weiteren Besichtigungen um 2004 mehrere Grabhügel mit Funden aus der Bronzezeit (1800 bis 600 v. u. Z.) festgestellt.
Sennin wurde 1256 als „Scenin“ erstmals urkundlich erwähnt. Der slawische Name des Ortes wird als „Heu“ gedeutet. Mit dieser Urkunde schenkte Herzog Barnim I. dem Kloster Dargun die Dörfer Garz und Kaseburg, bei der Beschreibung der Grenzen wurden Sennin und Kutzow genannt.
1277 schenkte der Bischof von Cammin, Hermann von Gleichen, zum Gedenken an seinen verstorbenen und im Kloster beigesetzten Bruder Ernst von Gleichen, das Dorf dem Kloster Stolpe. Außerdem sollte es als Entschädigung für den Verlust von Landbesitz bei Korswandt dienen, der nach Grenzstreitigkeiten mit dem Kloster Grobe entstanden war.
1468 wurden die Dörfer Sennin, Korswandt und Zirchow dem inzwischen nach Pudagla verlegten Kloster verkauft.